# Margarita Tupitsyn

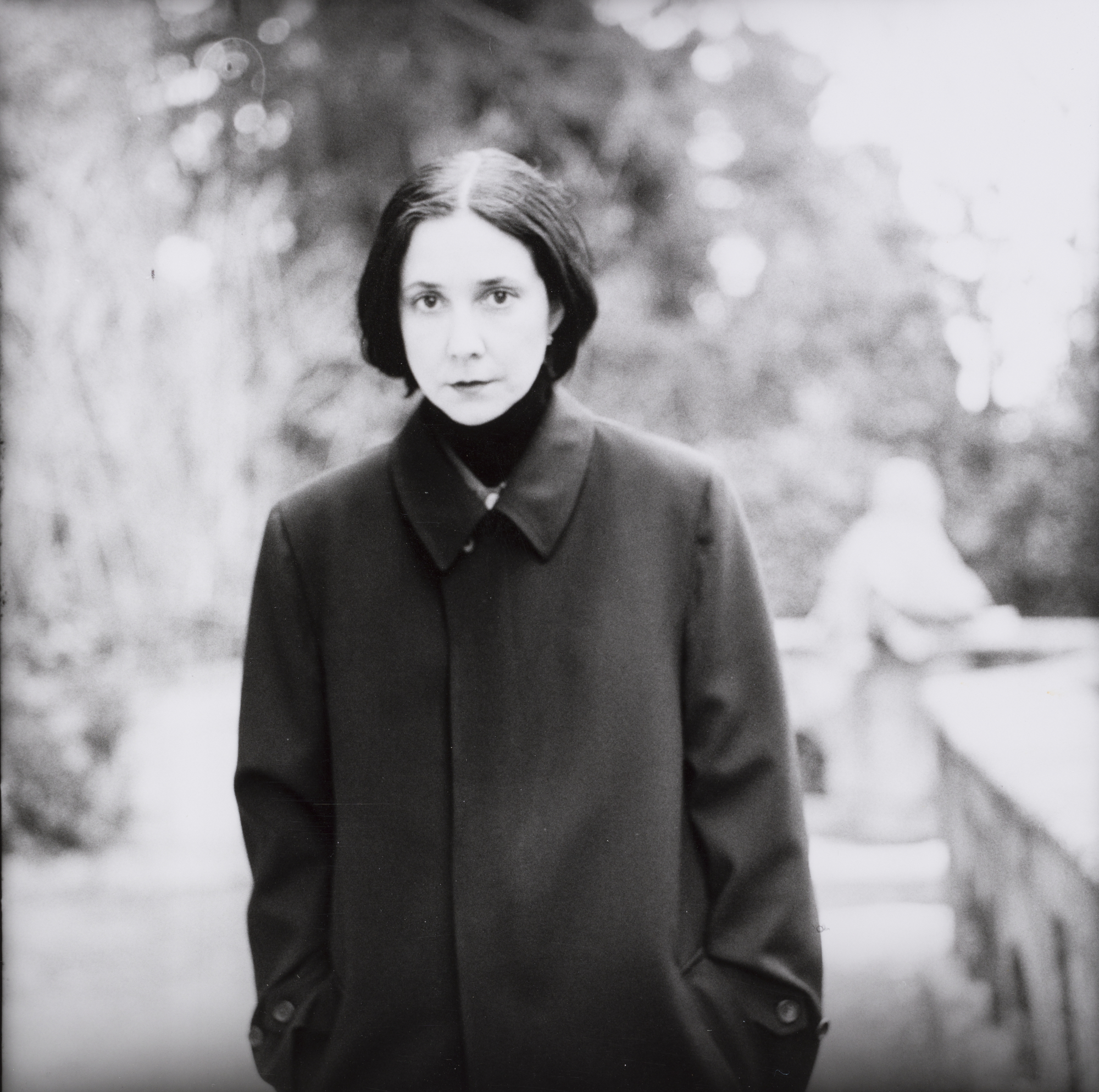
Margarita Tupitsyn in der Villa Waldberta, fotografiert von Barbara Niggl Radloff (1997)

Margarita Tupitsyn (russisch Маргарита Тупицына, Margarita Tupizyna; * 1955 in Moskau, Sowjetunion) ist eine russische Kunsthistorikerin, die als international für große Museen tätige Kuratorin und Fach-Autorin bekannt wurde.

## Leben und Schaffen
Tupitsyn wanderte 1975 gemeinsam mit ihrem Ehemann, dem Mathematiker Victor Tupitsyn aus der Sowjetunion aus und ließ sich in New York City nieder. Sie erwarb ihren Doktortitel an der City University of New York. Die Kunsthistorikerin arbeitete danach als Kuratorin an verschiedenen Ausstellungen, die sich zumeist zeitgenössischer sowjetischer und russischer Kunst und Fotografie des 20. Jahrhunderts widmeten unter anderem für das Solomon R. Guggenheim Museum, das Queens Museum in New York City, das Sprengel Museum in Hannover, und das Boston Institute of Contemporary Art. Sie übernahm Gastprofessuren an der Rutgers University, der State University of New York Purchase und der The New School University, New York City. Von Januar bis Mai 2000 hatte sie ein „Berlin Prize“ Arbeitsstipendium der American Academy in Berlin, während dessen sie an dem Thema Against Kandinsky: Abstraction into Revolution arbeitete.
Die Wahlheimat Tupitsyns ist in New York City.

## Kuratierte Ausstellungen (Auswahl)
- 2010 – Louvre: Faces à faces : soirées d’art contemporain: La scène conceptuelle russe et après[6]
- 1995 – Folkwang Museum: Glaube Hoffnung Anpassung: Sowjetische Bilder 1928-1945[5]
- 1986 – Sots Art für das New Museum of Contemporary Art in New York City[3]
- 1989 – Exit Art: The Green Show. New York City.
- 1981 – Russian New Wave, die erste Ausstellung über Moskauer Konzeptkunst in New York City[3]

## Werke (Auswahl)

### Monografien; Ausstellungskataloge
- Moscow Vanguard Art between World War II and the Fall of the Soviet Union 2011
- Gegen Kandinsky / Against Kandinsky. Ausstellung: Museum Villa Stuck, München, 23.11.2006-18.2.2007 Hatje Cantz Verlag, 2007 ISBN 978-3775718967.
- Gustav Klutsis and Valentina Kulagina: Between the Public and the Private, Steidl ICP, Göttingen 2004. ISBN 3-88243-974-2.
- Malevich and film / with essays by Kazimir Malevich and Victor Tupitsyn. Yale University Press, New Haven 2002
- El Lissitzky: Beyond the Abstract Cabinet, Yale University Press and Schirmer/Mosel Verlag, 1999 ISBN 978-0-3000-8170-1
- Aleksandr Rodchenko. The New Moscow, Schirmer/Mosel Verlag, 1998
- Kriticheskoe Opticheskoe, Ad Marginem, Moskau 1997
- The Soviet Photograph, 1924-1937 Yale University Press, New Haven 1996.[7]
- Utopia, Ilusion Y Adaptacion: Arte Sovietico 1928-1945, IVAM Centre Julio Gonzalez, Valencia, Spain, 1996
- Glaube Hoffnung Anpassung: Sowjetische Bilder 1928-1945 (Faith, Hope and Accommodation: Images from the Soviet Union 1928-1945) von Plitt Verlag 1995

### Essays
- The Grid as a Checkpoint of Modernity, Tate Papers, Autumn 2009[8]
- "Briefe, die nicht von Liebe sprechen". Alexander Rodtschenkos "Frau mit einer Leica" in: Fotogeschichte Heft 88, Jg. 23 (Juni 2003)[9], Jonas Verlag, Marburg
- Collaborating on the Paradigm of the Future, Art Journal, Vol. 52, No. 4, Interactions between Artists and Writers (Winter, 1993), S. 18–24
- Conceiving Counter-Soviet Art In: Art in America, Margarita Tupitsyn reviews recent books on “counter-Soviet art” by Matthew Jesse Jackson and Boris Groys.[10]